# Miahuatlán de Porfirio Díaz
Miahuatlán de Porfirio Díaz – miasto w Meksyku, w stanie Oaxaca.